# Charlottetown (Terra Nova e Labrador)
Charlottetown é uma pequena cidade localizada na província canadense de Terra Nova e Labrador. De acordo com o censo canadense de 2016, a cidade tinha uma população de 290 habitantes.